# Popstar to Operastar
Popstar to Operastar é um programa de TV britânico baseado em treinar popstars para cantarem Ópera. O programa foi exibido primeiramente em 15 de janeiro de 2010, sexta-feira, às 21:00, no ITV1. Sua primeira temporada foi apresentada por Alan Titchmarsh e Myleene Klass e seu último episódio foi exibido em 19 de fevereiro de 2010, com Darius Campbell sendo nomeado o vencedor.. A segunda temporada teve início em 4 de junho de 2011.

## Formato
O programa começou com oito cantores, que eram treinados por mentores. Ao final de cada semana, eles faziam uma apresentação ao vivo e os telespectadores votavam para decidir quem devia permanecer no programa. Um dos dois cantores menos votados era escolhido para permanecer, pelos jurados. Caso houvesse empate entre os votos dos jurados, o candidato que obtivesse menos votos dos dois era eliminado.
Um parte do dinheiro arrecadado com as votações por telefone foi doado para a organização de caridade Nordoff-Robbins, que trabalha com musicoterapia.

## Artistas participantes

### Temporada 1
| Artista          | Grupo/Banda        | Status                |
| ---------------- | ------------------ | --------------------- |
| Darius Campbell  | -                  | Vencedor              |
| Marcella Detroit | Shakespears Sister | Eliminada (5ª semana) |
| Alex James       | Blur               | Eliminado (1ª semana) |
| Danny Jones      | McFly              | Eliminado (4ª semana) |
| Kym Marsh        | Hear'Say           | Eliminada (5ª semana) |
| Bernie Nolan     | The Nolans         | 2º lugar              |
| Jimmy Osmond     | The Osmonds        | Eliminado (3ª semana) |
| Vanessa White    | The Saturdays      | Eliminada (2ª semana) |

## Jurados
Durante o programa, existem quatro jurados que comentam sobre as performances dos candidatos e decidem qual dos dois menos votados será eliminado. Dois deles também são mentores, que ajudam os artistas durante os treinamentos.
- Katherine Jenkins (também mentora)
- Rolando Villazón (também mentor)
- Meat Loaf
- Laurence Llewelyn-Bowen

## Episódios

### Primeira semana

#### Performances
- Jimmy Osmond - "O Sole Mio"
- Kym Marsh - "Si Un Jour"
- Alex James - "Largo al factotum" de Il barbiere di Siviglia
- Marcella Detroit - "Casta Diva" de Norma
- Danny Jones - "La donna è mobile" de Rigoletto
- Vanessa White - "O mio babbino caro" de Gianni Schicchi
- Darius Campbell - "Nessun dorma" de Turandot
- Bernie Nolan - "Belle Nuit, O Nuit d'Amour" (Barcarola) de Les contes d'Hoffmann

#### Menos votados
- Alex James
- Vanessa White

Rolando Villazón e Katherine Jenkins votaram pela permanência de Vanessa; Meat Loaf e Laurence Llewelyn-Bowen votaram por Alex. Como Alex havia recebido o menor número de votos dos telespectadores, foi eliminado.

#### Participações especiais
- Camilla Kerslake e Gary Barlow

#### Audiência
Exibida em 15 de janeiro de 2010, a estréia do programa foi assistida por quatro milhões de telespectadors britânicos, um share de 16% do público.

### Segunda semana

#### Performances
- Jimmy Osmond - "Volare"
- Kym Marsh - "Libiamo ne'lieti calici" ("Brindisi") de La traviata
- Marcella Detroit - "Un Bel Dì, Vedremo" de Madama Butterfly
- Danny Jones - "Caruso"
- Vanessa White - "Summertime" de Porgy and Bess
- Darius Campbell - "Votre toast, je peux vous le rendre" ("Toreador Song") de Carmen
- Bernie Nolan - "Parla Più Piano" (versão italiana de  "Speak Softly Love") de The Godfather

#### Menos votados
- Jimmy Osmond
- Vanessa White

Assim como na primeira semana, os jurados ficaram divididos: Katherine Jenkins e Meat Loaf votaram para que Jimmy continuasse no programa; Rolando Villazón e Laurence Llewelyn-Bowen optaram por Vanessa, que tinha recebido menor número de votos do público e, por isso, foi eliminada.

#### Audiência
Exibido em 22 de janeiro de 2010, o segundo episódio do Popstar to Operastar teve 3,7 milhões de telespectadors britânicos, o que significa 15% do share no horário.

### Terceira semana

#### Performances
- Kym Marsh - "Habanera" de Carmen
- Jimmy Osmond - "Amor ti Vieta" (Love forbids you) de Fedora
- Marcella Detroit - "Der Hölle Rache kocht in meinem Herzen" de Die Zauberflöte
- Danny Jones - "Con te partirò"
- Darius Campbell - "Granada"
- Bernie Nolan - "Voi, Che Sapete" de Le nozze di Figaro

#### Menos votados
- Jimmy Osmond
- Danny Jones

Os três primeiros jurados votaram na permanência de Danny Jones, por isso, não foi preciso que Katherine Jenkins votasse para a eliminação de Jimmy; porém, ela afirmou que também teria votado para que Danny continuasse.

### Audiência
Exibido em 29 de janeiro de 2010, o terceiro episódio perdeu 200.000 telespectadores com relação ao segundo, obtendo 3,5 milhões, um share de 14% do público do horário.

### Quarta semana

#### Performances
- Bernie Nolan - "Les Filles De Cadix" de Léo Delibes
- Danny Jones - "Funiculì funiculà" de Peppino Turco
- Kym Marsh - "Nella Fantasia" de Ennio Morricone
- Darius Campbell - "Non piú andrai" de Le nozze di Figaro, por Mozart
- Marcella Detroit - "Ave Maria" de Franz Schubert

#### Menos votados
- Danny Jones
- Marcella Detroit

Pela terceira vez houve um empate entre os jurados, com Laurence Llewelyn-Bowen e Rolando Villazón votando para que Danny continuasse; Meat Loaf e Katherine Jenkins escolhendo Marcella. Como Jones havia recebido menor número de votos do público entre os dois, foi eliminado.

#### Audiência
O quarto episódio, exibido em 5 de fevereiro de 2010, teve um aumento de 300.000 telespectadores, com relação ao anterior, apresentando 3,8 milhões e um share de 16% da audiência.

### Quinta semana

#### Performances
- Kym Marsh - "Pie Jesu" de Requiem Mass
- Darius Campbell - "Fin ch'han dal vino" de Don Giovanni
- Marcella Detroit - "Mein Herr Marquis" ("Laughing Song") de Johann Strauss
- Bernie Nolan - Je Veux Vivre de Roméo et Juliette

#### Menos votados
- Marcella Detroit
- Kym Marsh

Nessa semana, as duas candidatas menos votadas pelo público foram eliminadas, sem a necessidade de votos do juri.

#### Participações especiais
- Meat Loaf e Juliette Pochin cantaram "Bat Out of Hell".

#### Audiência
O penúltimo episódio do Popstar to Operastar, exibido em 12 fevereiro de 2010, obteve a maior audiência apresentada pelo programa até então, aproximadamente 4.4 milhões de telespectadores, um share de 18.3% da audiência do horário.

### Sexta semana (Final)

#### Performances

##### 1ª Performance
- Darius Campbell - "Non piú andrai" ("No More Gallivanting") de Marriage of Figaro, por Mozart
- Bernie Nolan -  "Les Filles de Cadix" de Delibes

##### 2ª Performance
- Darius Campbell e Rolando Villazón - "The Impossible Dream" de Man of La Mancha
- Bernie Nolan & Katherine Jenkins - "Somewhere" de West Side Story

##### 3ª Performance
- Darius Campbell, Bernie Nolan, Rolando Villazón & Katherine Jenkins cantam "Libiamo ne'lieti calici" ("Brindisi") de La traviata.

#### Resultado
Darius Campbell recebeu maior número de votos do público e, por isso, foi nomeado a vencedor do programa. Campbell finalizou o programa com uma apresentação de Non piú andrai.